# Новониколаевка (Гайский городской округ)
Новониколаевка — село в Гайском городском округе Оренбургской области.

## География
Находится на расстоянии примерно 17 километров по прямой на север-северо-запад от окружного центра города Гай.

## Климат
Климат резко выраженный континентальный. Основные черты климата: холодная суровая зима, жаркое сухое лето, неустойчивость и недостаточность атмосферных осадков. Абсолютный минимум температуры — минус 44 градуса по Цельсию. Лето жаркое, максимальная температура воздуха достигает плюс 40 градусов по Цельсию. Одна из особенностей климата- наличие большого числа дней в году с ветрами (до 275 суток) и наличие суховеев (преимущественно юго-западные ветры). Среднегодовое количество осадков составляет 220—300 мм. Снежный покров устанавливается в середине ноября и исчезает в конце апреля. Глубина промерзания грунт — 2-2,5м.

## История
Основано в 1902 году переселенцами с Украины. Вначале, до 1930 года, в селе проживали только украинцы. Позже прибыли представители и других национальностей. До 2016 года было центром Новониколаевского сельсовета Гайского района, после реорганизации обоих муниципальных образований входит в состав Гайского городского округа.

## Население
| 2010 |
| ---- |
| 1000 |

Постоянное население составляло 1000 человек в 2002 году (русские 52 %), 1000 в 2010 году. Проживают башкиры.